# Seuneubok Rawa
Seuneubok Rawa is een bestuurslaag in het regentschap Bireuen van de provincie Atjeh, Indonesië. Seuneubok Rawa telt 458 inwoners (volkstelling 2010).